# Will Conroy
William "Will" James Conroy (nacido el 8 de diciembre de 1982 en Seattle, Washington) es un exjugador de baloncesto estadounidense. Con 1,88 metros de altura, juega en la posición de base. Desde 2015 ejerce como entrenador asistente de la Universidad de Washington.

## Trayectoria deportiva

### Universidad
Procedente del Instituto Garfield de Seattle, Conroy jugó cuatro temporadas en los Huskies de la Universidad de Washington, promediando un total de 9.2 puntos, 2.8 rebotes y 4.3 asistencias en 121 partidos. En su última campaña universitaria lideró la Pacific 10 Conference y estableció un récord en la historia de los Huskies de más asistencias en una temporada con 219, convirtiéndose en el primer jugador de la universidad en superar las 200 asistencias y repartir más de 100 balones en tres campañas consecutivas. Finalizó su estancia en Washington como líder en asistencias con 515, sexto en triples anotados con 106 y 21º en puntos con 1.113.

### Profesional
Tras no ser elegido en el Draft de la NBA de 2005, Conroy disputó los training camp de la NBA con Los Angeles Lakers ese mismo año. Desde 2005 hasta 2007 militó en Tulsa 66ers de la NBA Development League, y firmó sendos contratos de 10 días con Memphis Grizzlies y Los Angeles Clippers de la NBA. Posteriormente, Conroy se marchó a jugar a Italia, vistiendo las camisetas de la Virtus Bologna y el Olimpia Milano.
Para la temporada 2008-09 regresó a la NBA Development League, jugando en Albuquerque Thunderbirds y Rio Grande Valley Vipers. El 29 de enero de 2010 firmó un contrato de 10 días con Houston Rockets, regresando a los Vipers una vez que el contrato expiró. Nuevamente, los Rockets le incluyeron en su plantilla el 2 de marzo de 2010.